# Tsjirpan
Tsjirpan (Bulgaars: Чирпан, Chirpan) is een stad en een gelijknamige gemeente in de  oblast Stara Zagora in het zuidoosten van Bulgarije. De stad ligt aan de rivier de Maritsa.

## Geografie
De gemeente Tsjirpan ligt in het zuidwestelijke deel van de oblast Stara Zagora. Met een oppervlakte van 522,87 vierkante kilometer is het de vierde van de elf gemeenten van de oblast en omvat 10,14% van het totale grondoppervlakte van de oblast. De grenzen zijn als volgt:
- in het westen en noordwesten - gemeente Bratja Daskalovi;
- in het noordoosten en oosten - gemeente Stara Zagora;
- in het zuiden - gemeente Dimitrovgrad, oblast Chaskovo;
- in het zuidwesten - gemeente Parvomaï, oblast Plovdiv.

## Bevolking
Op 31 december 2020 telde de gemeente Tsjirpan 19.273 inwoners, waarvan 13.687 in de stad Tsjirpan en de overige 5.586 inwoners in 19 verschillende dorpen op het platteland. De bevolking bestaat grotendeels uit etnische Bulgaren (88%), gevolgd door significante minderheden zoals Bulgaarse Turken (5,5%) en  Roma (5%). De laatste groep woont vooral in de nabijgelegen dorpen Svoboda en Jazdatsj.
|  |

### Religie
De meest recente volkstelling is afkomstig uit februari 2011 en was optioneel. Van de 21.637 inwoners reageerden er 15.844 op de optionele volkstelling. De meerderheid van de respondenten behoorde tot de Bulgaars-Orthodoxe Kerk (13.161 personen; 83,1%). Ook andere christelijke stromingen waren vertegenwoordigd, waarvan ongeveer 1,7% protestants en 0,4% katholiek. Ongeveer 2% van de bevolking was moslim, terwijl 6% van de bevolking geen religieuze overtuiging had.
| Religieuze samenstelling in februari 2011 | Religieuze samenstelling in februari 2011 | Religieuze samenstelling in februari 2011 | Religieuze samenstelling in februari 2011 | Religieuze samenstelling in februari 2011 |
| ----------------------------------------- | ----------------------------------------- | ----------------------------------------- | ----------------------------------------- | ----------------------------------------- |
|                                           |                                           |                                           |                                           |                                           |
| Bulgaars-Orthodoxe Kerk                   | Bulgaars-Orthodoxe Kerk                   |                                           | 83,07%                                    | 83,07%                                    |
| Katholieke Kerk                           | Katholieke Kerk                           |                                           | 0,39%                                     | 0,39%                                     |
| Protestantisme                            | Protestantisme                            |                                           | 1,74%                                     | 1,74%                                     |
| Islam                                     | Islam                                     |                                           | 2,12%                                     | 2,12%                                     |
| Geen                                      | Geen                                      |                                           | 6,05%                                     | 6,05%                                     |
| Anders/ Onbekend                          | Anders/ Onbekend                          |                                           | 6,63%                                     | 6,63%                                     |

## Kernen
De onderstaande nederzettingen vallen administratief gezien binnen de grenzen van de gemeente Tsjirpan:
- Gita
- Dimitrievo
- Darzjava
- Javorovo
- Jazdatsj
- Izvorovo
- Malko Tranovo
- Mogilovo
- Oslarka
- Roepkite
- Svoboda
- Spasovo
- Sredno Gradisjte
- Stojan-Zaimovo
- Tselina
- Tsenovo
- Tsjirpan (hoofdplaats)
- Vinarovo
- Volovarovo
- Zetjovo
- Zlatna Livada

Bestuurlijk centrum: Stara Zagora
Bratja Daskalovi · Tsjirpan · Galabovo · Goerkovo · Kazanlak · Maglizj ·Nikolaevo · Opan · Pavel Banja · Radnevo · Stara Zagora